# Terror Squad (album Artillery)
Terror Squad – drugi album studyjny duńskiego thrashmetalowego zespołu Artillery. 

## Lista utworów
1. "The Challenge" – 4:13
2. "In the Trash" – 4:47
3. "Terror Squad" – 5:47
4. "Let There Be Sin" – 3:53
5. "Hunger and Greed" – 5:04
6. "Therapy" – 4:03
7. "At War with Science" – 7:10
8. "Decapitation of Deviants" – 4:37

## Twórcy
- Flemming Rönsdorf - śpiew
- Michael Stützer - gitara solowa
- Jørgen Sandau - gitara rytmiczna
- Morten Stützer - gitara basowa
- Carsten Nielsen - perkusja